# Мальчик и мантия
«Мальчик и мантия» (англ. The Boy and the Mantle; Child 29, Roud 3961) — народная баллада валлийского происхождения, относящаяся к корпусу историй о короле Артуре. Известна в единственном вариантах из рукописи XVI века, найденной Томасом Перси и послужившей основой для его сборника «Памятники старинной английской поэзии». В ряде позднейших изданий баллада публиковалась в несколько сокращённом виде.
На русский язык балладу перевёл Игнатий Михайлович Ивановский.

## Сюжет
В Карлайл на пир к королю Артуру является мальчик. Он достаёт из скорлупы ореха мантию, заявляя, что её сможет носить лишь та дама, которая была верна своему супругу. Королева Гвиневра примеряет её, а вслед за ней и другие, но волшебная мантия разными способами порочит их внешний вид, указывая на факт бывшей измены. Крэддок просит свою жену надеть мантию. Сначала проявляется аналогичный эффект, но леди признаётся, что до замужества целовала своего будущего супруга, и мантия начинает сверкать золотом, став ей впору. Далее мальчик убивает во дворе вепря и приносит в зал его голову, говоря, что ни один нож опороченного мужа не возьмет её. Рыцари терпят неудачу, пытаясь разрезать голову, пока за дело не берётся Крэддок. Наконец, мальчик предъявляет золотой рог, из которого, не облившись, сможет выпить лишь тот, чья жена ему не изменяла. И опять только Крэддок оказывается способен это сделать.
Чайлд упоминает французский фаблио с аналогичным сюжетом Le Mantel Mautaillie; другие исследователи предполагают, что этот фаблио мог послужить основой для баллады. Испытание женщины на верность является распространённым фольклорным сюжетом и присутствует например, в балладе «The Twa Knights» (Child 268).
Артур и Крэддок упоминаются с намёком на эту историю в комической опере Гилберта и Салливана «Пираты Пензанса». В XIX—XX веках сюжет баллады неоднократно подвергался пересказу.